# Saison 4 de Papa Schultz
Chronologie
Saison 3 Saison 5
Cet article présente la quatrième saison de la série télévisée américaine Papa Schultz (Hogan's Heroes).

## Distribution

### Acteurs principaux
- Bob Crane : colonel Robert E. Hogan
- Werner Klemperer : colonel Wilhelm Klink
- John Banner : sergent Hans Schultz
- Robert Clary : caporal Louis LeBeau
- Richard Dawson : caporal Peter Newkirk
- Ivan Dixon : sergent James « Kinch » Kinchloe
- Larry Hovis : sergent Andrew Carter

### Acteurs secondaires
- Leon Askin : General Albert Burkhalter
- Sigrid Valdis : Hilda
- Howard Caine : Major Wolfgang Hochstetter
- Walter Janowitz : Oscar Schnitzer
- Jon Cedar : Caporal Karl Langenscheidt
- Bernard Fox : Colonel Crittendon (épisode 10)
- Nita Talbot : Marya la Russe blanche (épisode 23)

## Liste des épisodes

### Épisode 1:Soldes au marché noir
- Doris Singleton : Maria
- Lou Krugman : Hermann
- Sigrid Valdis : Hilda
- Bard Stevens : Karl
- Gavin MacLeod : major Kiegel

### Épisode 9:Devine qui vient dîner?
- Marj Dusay : Heidi Eberhardt
- Ned Glass : Max
- Milton Selzer : Otto von Krubner

### Épisode 12:Le Dernier Raid du Baron
- Jon Cedar: Caporal Karl Langenscheidt

### Épisode 13:Berlin-Express
- Le colonel Klink est-il un traître ?
- Le colonel Klink est-il un espion ?

- Leon Askin : général Burkhalter
- Noam Pitik : capitaine Herber
- Howard Caine : major Hochstetter